# Allhallows (Kent)
Allhallows es una parroquia civil y un pueblo de la autoridad unitaria de Medway, en el condado de Kent (Inglaterra).

## Geografía
Según la Oficina Nacional de Estadística británica, Allhallows tiene una superficie de 9,3 km².

## Demografía
Según el censo de 2001, Allhallows tenía 1649 habitantes (50,15% varones, 49,85% mujeres) y una densidad de población de 177,31 hab/km². El 18,37% eran menores de 16 años, el 74,71% tenían entre 16 y 74 y el 6,91% eran mayores de 74. La media de edad era de 41,58 años. Del total de habitantes con 16 o más años, el 21,55% estaban solteros, el 59,88% casados y el 18,57% divorciados o viudos.
El 96,18% de los habitantes eran originarios del Reino Unido. El resto de países europeos englobaban al 1,94% de la población, mientras que el 1,88% había nacido en cualquier otro lugar. Según su grupo étnico, el 98,12% eran blancos, el 0,54% mestizos, el 0,73% asiáticos y el 0,61% negros. El cristianismo era profesado por el 76,77%, el budismo por el 0,18%, el hinduismo por el 0,18%, el sijismo por el 0,67% y cualquier otra religión, salvo el judaísmo y el islam, por el 0,54%. El 15,49% no eran religiosos y el 6,17% no marcaron ninguna opción en el censo.
767 habitantes eran económicamente activos, 724 de ellos (94,39%) empleados y 43 (5,61%) desempleados. Había 679 hogares con residentes, 50 vacíos y 331 eran alojamientos vacacionales o segundas residencias.